# كتلة التمايز 80
كتلة التمايز 80 (CD80) هو بروتين يوجد على سطح الخلية الوحيدة والخلايا البائية المفعلة لتوفير الإشارة المحفزة المرافقة الضرورية لتحفيز وحياة الخلية التائية. كتلة التمايز 80 تمثل ربيطة للبروتين المرتبط بالخلايا اللمفاوية التائية السامة 4 وكتلة التمايز 28.
كتلة التمايز 80 تعمل ترادفيا مع كتلة التمايز 86.